# Michael Kitchen
Michael Roy Kitchen (Leicester, Reino Unido; 31 de octubre de 1948), conocido como Michael Kitchen, es un actor y productor de televisión inglés, recordado sobre todo por su papel como el Superintendente Foyle en la serie dramática de ITV Foyle's War, desde el 2002. También mereció reconocimiento su interpretación de Berkeley Cole en Out of Africa (1985) y al Jefe de Estado Mayor Bill Tanner en las películas de James Bond GoldenEye (1995) y The World Is Not Enough (1999).

## Vida personal
Cuando era un muchacho, (alrededor de 1960), formó parte del coro en la Iglesia de los Mártires, donde fue solista regular. Trabajó con el Teatro Nacional de la Juventud y el Teatro de Belgrado en Coventry antes de asistir a la Academia Real de Arte Dramático. En 1969, mientras aún estaba allí, ganó el Premio  Emile Littler, que se otorga al alumno más prometedor de dicha academia, por "su talento excepcional y aptitud para el teatro profesional".
Kitchen está casado con Rowena Miller, a quien conoció cuando ella era ayudante de camerino en la Royal Shakespeare Company en la década de 1980. Tienen dos hijos.

## Filmografía selecta
- 1981, The Bunker
- 1985, Out of Africa
- 1990, La casa Rusia
- 1991, Un abril encantado
- 1992, El próximo enemigo
- 1994, Fatherland
- 1995, GoldenEye
- 1997, Mrs. Dalloway
- 1999, The World Is Not Enough
- 2000, Prueba de vida
- 2011, My Week with Marilyn